# Calvin Jung
Calvin Jung (* 17. Februar 1945 in New York City) ist ein US-amerikanischer Schauspieler asiatischer Abstammung, der in den 70er Jahren durch eine populäre Fernsehwerbung bekannt wurde.
Nach dem High-School-Abschluss in New York City besuchte Jung eine Militärschule in Virginia und das Hilsdale College in Michigan. Ende der 1960er Jahre beschloss er, Berufsschauspieler zu werden, kehrte in seine Heimatstadt zurück und erhielt 1976 sein erstes Engagement am Broadway in New York. Sein Debüt im Stück Memory of two Mondays wurde ebenso wie seine zweite Rolle in They knew what they wanted von der Kritik positiv aufgenommen und führte zu einer Festanstellung im Phoenix Repertory Theatre. Es folgten die Komödie Sly Fox an der Seite von George C. Scott, die Off-Broadway-Stücke FOB und Museum am Public Theatre, Dawn Song an der Brooklyn Academy und Chickencoop Chinaman am American Place Theatre.
In den späteren 1970er Jahre wurde Jung durch seine Rolle als chinesischer Wäschereibesitzer in einem Werbespot in den USA landesweit bekannt. In dem Fernsehspot behauptete der von Jung gespielte Wäschereibesitzer gegenüber einer Kundin, seine strahlend weiße Wäsche gehe auf ein altes chinesisches Geheimrezept zurück, während im Hintergrund eine Wäscherin den beworbenen Wasserenthärter Calgon lobt und in die Maschine füllt. Der Spot wurde berühmt und gilt heute als der am längsten ohne Unterbrechung (1974–1986) gesendete Werbespot in der Geschichte des US-Fernsehens. Es war einer der ersten Fernsehauftritte eines chinesischstämmigen Amerikaners ohne klischeehaften Akzent. Der Ausdruckt „ancient Chinese secret“ zählt heute zu den bekanntesten Werbetexten des US-Fernsehens. In den 1990er Jahren folgte eine augenzwinkernde Selbstparodie mit Jackie Chan in Jungs Rolle. Auch andere gutmütige Parodien folgten, so im Film Wayne’s World 2 und in der Daily Show.
Nach einem Engagement am La Mama Experimental Theatre arbeitete Jung mehr für Film und Fernsehen. Er spielte in den Filmen Die Formel mit Marlon Brando, The Challenge mit Toshirō Mifune, The Day After mit Jason Robards, RoboCop mit Peter Weller und Kurtwood Smith sowie Lethal Weapon IV mit Mel Gibson und Danny Glover. Im Fernsehen hatte Jung Gastrollen in Comedy-, Krankenhaus- und Krimiserien wie Mord ist ihr Hobby, Cheers, Trapper John, M.D., How I Met Your Mother und Seinfeld.
Jung lebt in New York City und ist bis heute als Schauspieler tätig. Sein Sohn Jason Jung ist Schriftsteller.